# John Smith de Jamestown
Pour les articles homonymes, voir John Smith et Smith.

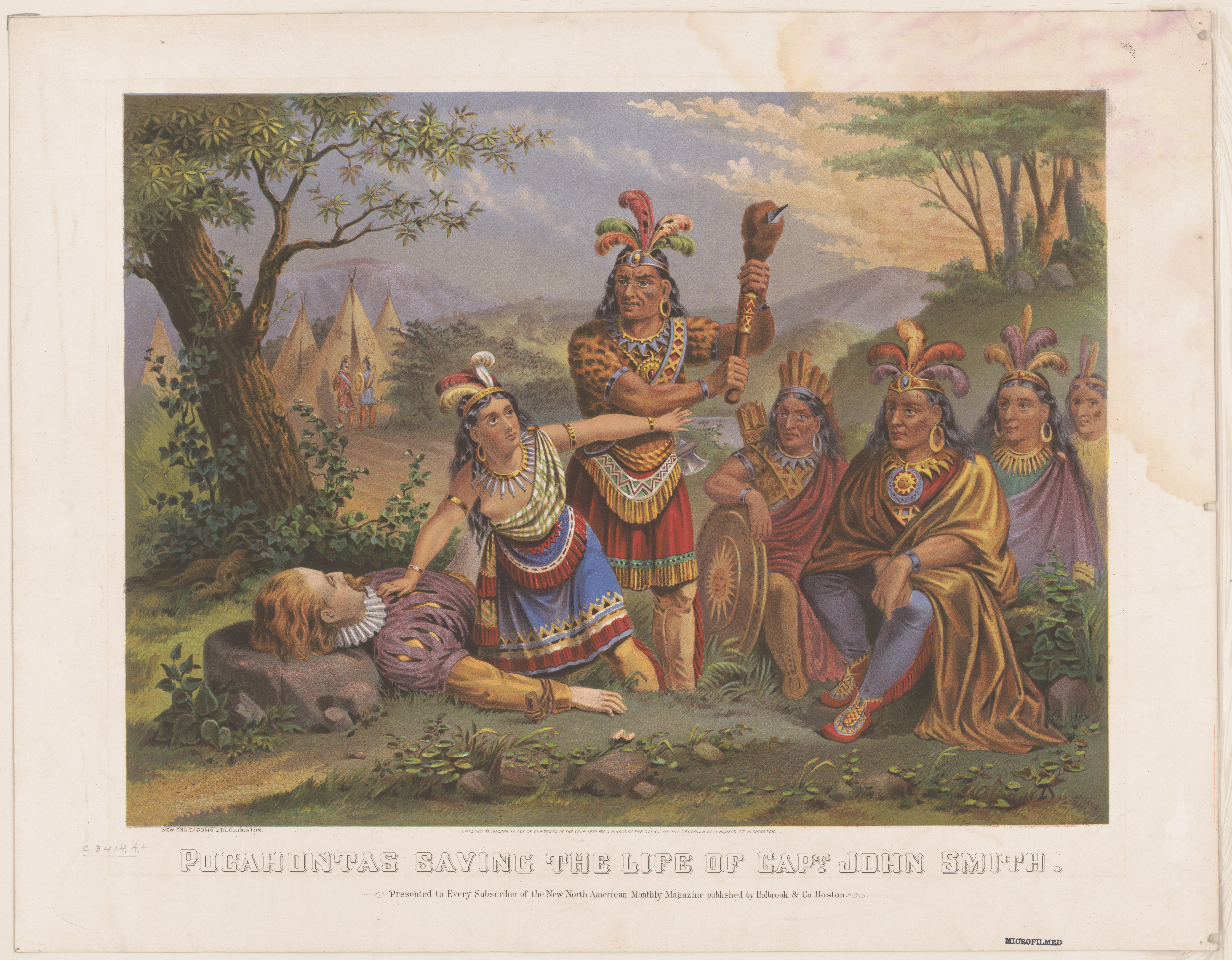
Pocahontas sauvant la vie de John Smith.

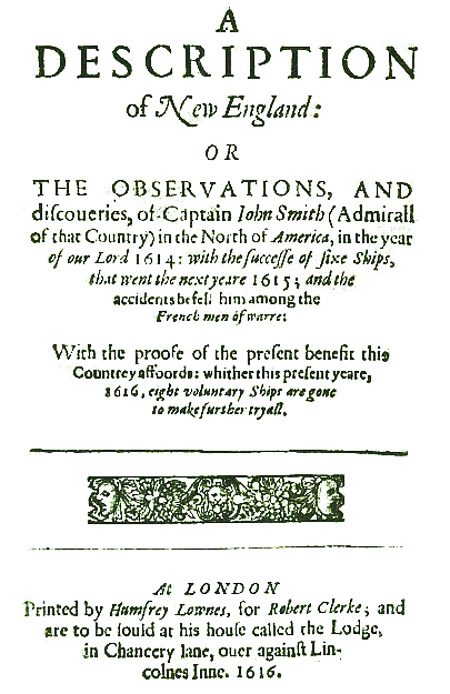

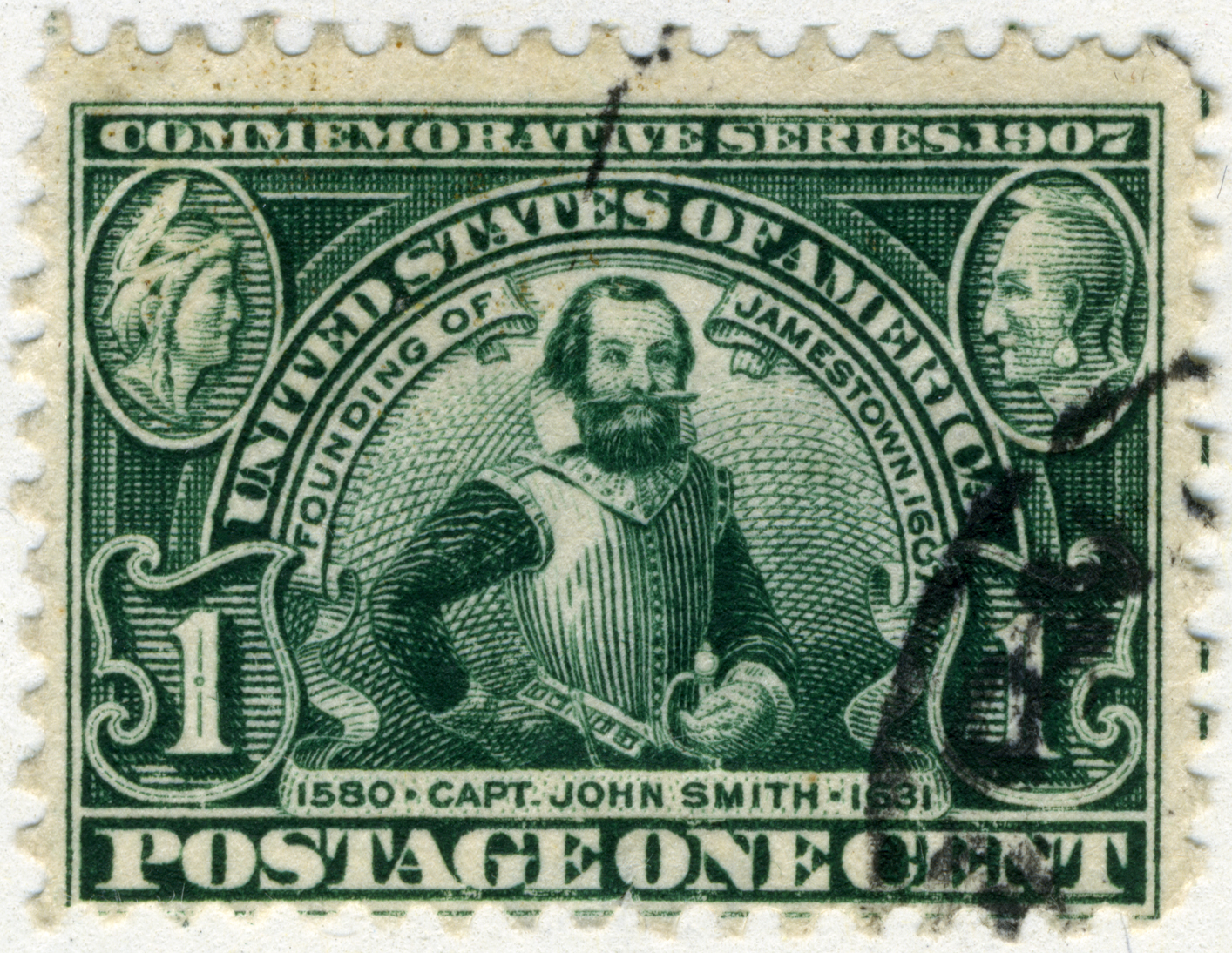

John Smith de Jamestown, baptisé le 6 janvier 1580 (sa date de naissance n'est pas connue) en Angleterre et mort le 21 juin 1631, est un navigateur anglais qui fut le capitaine des colons de Jamestown, en Virginie.
Il est à l’origine du nom de la région de la Nouvelle-Angleterre, qu'il a baptisé lors de son deuxième voyage.
Il est aussi connu pour être le protagoniste de l'histoire (ou mythe) qui inclut Pocahontas, une autochtone d’Amérique qui lui aurait sauvé la vie. C'est une histoire populaire américaine, dont il a été le premier narrateur dans ses écrits.

## Biographie
Après une jeunesse aventureuse, où il combattit notamment les Turcs et fut capturé, il répondit à l'appel colonisateur de la Virginia Company qui avait obtenu une charte du roi Jacques Ier.

### Premier voyage
Cette expédition démarra le 20 décembre 1606 et atteignit la Virginie le 13 mai 1607, où les colons édifièrent un fort. Ils durent faire face à un rude hiver et aux attaques incessantes des natifs algonquins.
En décembre 1607, John Smith fut capturé par les tribus locales qui le condamnèrent à mort. Il aurait été sauvé in extremis par Pocahontas, fille du chef Powhatan.
Après une période de chaos au sein de la colonie, Smith institua une politique de discipline stricte. En raison sans doute de sa forte personnalité, la colonie survécut et s'agrandit au cours de l'année suivante. Smith, accidentellement brûlé par de la poudre, dut retourner en Angleterre pour y être soigné en octobre 1609. Il ne reviendra jamais en Virginie.
À Londres, il fit activement la promotion de la nouvelle colonie, mais entra en conflit avec la Virginia Company.

### Second voyage
En avril 1614, il retourna au Nouveau Monde, dans le Maine et dans la baie du Massachusetts. Avec l'accord du prince Charles (le futur Charles 1er), il nomma la région Nouvelle-Angleterre.
Il n'eut pas d'autres occasions de retourner en Amérique et passa la fin de sa vie à écrire des livres, jusqu'à sa mort en juin 1631.

## Publications
- A True Relation of Such Occurrences and Accidents of Note as Happened in Virginia (1608)
- A Map of Virginia (1612)
- The Proceedings of the English Colony in Virginia (1612)
- A Description of New England (1616)
- New England's Trials (1620, 1622)
- The Generall Historie of Virginia, New-England, and the Summer Isles (1624)
- An Accidence, or the Pathway to Experience Necessary for all Young Seamen (1626)
- A Sea Grammar (1627) - the first sailors' word book in English
- The True Travels, Adventures, and Observations of Captain John Smith (1630)
- Advertisements for the Unexperienced Planters of New England, or Anywhere (1631)

## John Smith dans la culture populaire

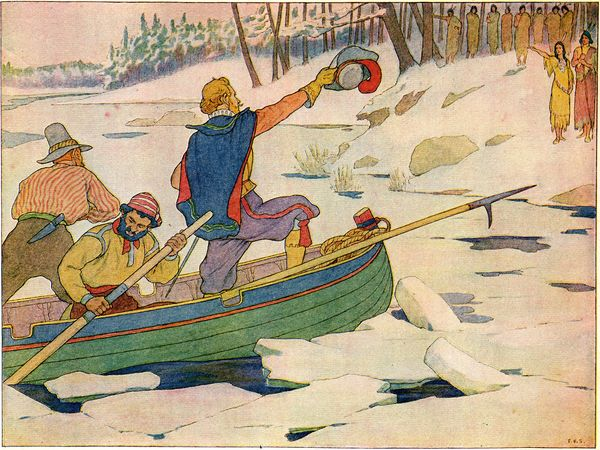
Le capitaine vient demander des vivres à la tribu des Powhatans en hiver.

- Le capitaine John Smith est un des héros de l'album de jeunesse L'Histoire de Pocahontas et du Capitaine John Smith, réécrite et illustrée par Elmer Boyd Smith en 1906 (voir la traduction française sur Wikiversité.

- John Smith est l'un des personnages principaux de deux longs métrages d'animation de Walt Disney Pictures : Pocahontas : Une légende indienne (1995) et Pocahontas 2 : Un monde nouveau (1998). En version originale, la voix du personnage est interprétée par Mel Gibson dans le premier film et celle de Donal Gibson (en) (frère de Mel) dans le second.

- John Smith et Pocahontas sont aussi les personnages centraux d'un film de Terrence Malick, Le Nouveau Monde (2005), dans lequel John Smith est interprété par Colin Farrell.